# Квебек
Квебе́к (фр. Québec) — франкомовна провінція на сході Канади, абсолютну більшість якої складають етнічні квебекці. Столиця — м. Квебек (у документах часто згадується як Національна столиця — фр. Capitale nationale). Населення провінції — 7 598 100 (2005 р.). Квебек найбільша за територією серед усіх провінцій Канади (поступається лише території Нунавут) — та друга (після Онтаріо) за чисельністю населення Канади. Найщільніше заселено провінцію у гирлі річки Сен-Лоран (фр. Saint-Laurent), найменше — на її півночі, де населення майже немає. Покровителька — свята Анна.
З 1974 р. французька — єдина державна мова Квебеку. За інформацією Квебекського інституту статистики станом на 2001 рік: 80,9 % населення визнають рідною мовою французьку, 7,8 % — англійську, 10 % — інші мови; 1,4 % вважають рідними кілька мов одночасно.
Хартія французької мови (відома також як «Закон 101») захищає у Квебеці французьку мову. Провінційна організація Квебекський офіс французької мови (фр. Office québécois de la langue française) слідкує за дотриманням цього закону та за мововжитком у провінції.

## Символи

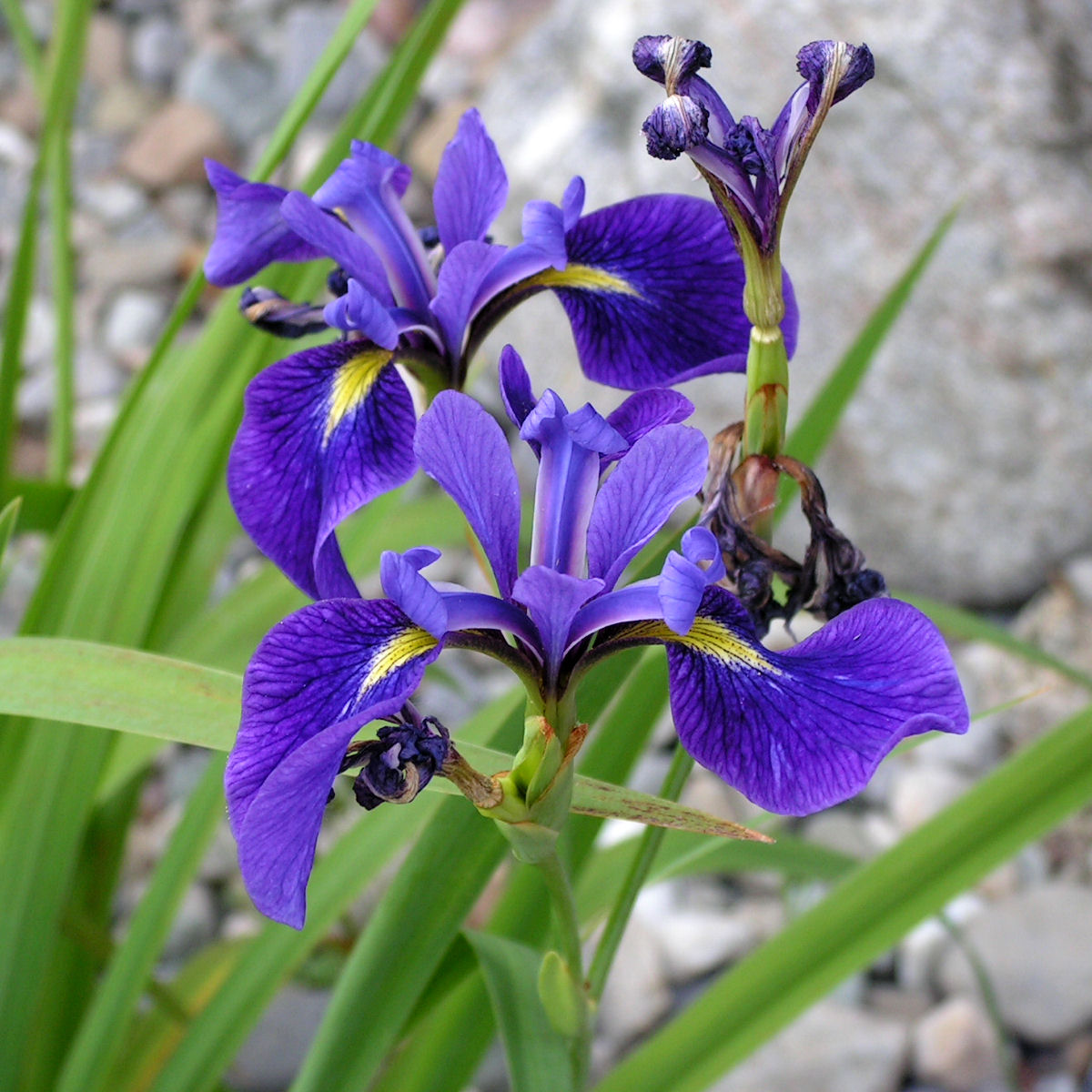
Блакитний ірис — офіційна квітка Квебеку

Символами провінції є:
- Квітка — офіційна квітка Квебеку — блакитний ірис;
- Дерево — жовта береза (лат. Betula alleghaniensis);
- Птах — сова біла (лат. Bubo scandiacus, Nyctea scandiaca);
- Прапор Квебеку — у сучасному варіанті (прийнятий у 1949 р.).

Одним із символів, щоправда, неофіційним також можна вважати тартан Квебеку, котрий поєднує блакитний, червоний, золотий та білий кольори.

## Географія
Провінція розташована на сході Канади. Природні умови відрізняються доволі суттєво в залежності від регіонів Квебеку: відмінності між Канадським щитом (північ) і районом річки Святого Лаврентія (південь) зумовлені різними широтою, довготою, ґрунтами та близькістю до водойм.
Хоча у цій частині Канади живе лише 0,1 % населення світу, тут знаходиться 3 % світових запасів прісної води (водойми загалом займають 12 % площі Квебеку). З-поміж півмільйона озер 30 мають площу понад 250 км².

Топографічна мапа провінції Квебек.

Найвищою точкою є гора Ібервіль (фр. Mont D'Iberville) у гірському масиві Торнгат (пасмо у складі Арктичних Кордильєр) висотою 1652 метри над рівнем моря на півночі провінції.
Квебек характеризується трьома типами клімату: вологим континентальним (Dfb за Кеппеном) на південному заході, субарктичним (Dfc) на переважній частині території та арктичним кліматом на півночі. На клімат значно впливають течії Арктики (наприклад, Лабрадорська) та континентальні повітряні маси з-за Полярного кола.
| Розташування | Червень (°C) | Січень (°C) |
| ------------ | ------------ | ----------- |
| Монреаль     | 26/16        | −5/−14      |
| Гатіно       | 26/15        | −6/−15      |
| Квебек       | 25/13        | −8/−18      |
| Труа-Рів'єр  | 25/14        | −7/−17      |
| Шербрук      | 24/11        | −6/−18      |
| Сагне        | 24/12        | −10/−21     |
| Матагамі     | 23/9         | −13/−26     |
| Кууджуак     | 17/6         | −20/−29     |
| Інукджуак    | 13/5         | −21/−28     |

## Міста Квебеку
Окрім столиці — міста Квебек — найважливішими містами Квебеку є Монреаль, Лаваль, Шербрук, Гатіно́, Труа́-Рів'є́р, Сагне́ (Saguenay), Рімускі́ і Рів'єр-дю-Лю.

## Територіальний поділ
Квебек складається з 17 адміністративних регіонів :
- Ба-Сен-Лоран (фр. Bas-Saint-Laurent)
- Сагне-Ляк-Сен-Жан (фр. Saguenay–Lac-Saint-Jean)
- Національна столиця (фр. Capitale-Nationale)
- Морісі (фр. Mauricie)
- Естрі (фр. Estrie)
- Монреаль (фр. Montréal)
- Оттава (фр. Outaouais)
- Абітібі-Теміскамінг (фр. Abitibi-Témiscamingue)
- Північний Берег (фр. Côte-Nord)
- Північ Квебеку (фр. Nord-du-Québec)
- Гаспезі-Іль-де-ля-Мадлен (фр. Gaspésie–Îles-de-la-Madeleine)
- Шодьєр-Аппалаш (фр. Chaudière-Appalaches)
- Лаваль (фр. Laval)
- Ланодьєр (фр. Lanaudière)
- Лорантід (фр. Laurentides)
- Монтережі (фр. Montérégie)
- Центр Квебеку (фр. Centre-du-Québec)

## Парламентська система
Провінційний парламент, який складається з 125 депутатів, має назву Національне зібрання Квебеку (фр. Assemblée nationale du Québec). У провінції діє британська парламентська система: депутати обираються за мажоритарним принципом; партія, більшість кандидатів якої стали депутатами, стає керівною й формує уряд. Міністрів призначають лише з депутатів керівної партії; вони не складають депутатських повноважень і залишаються членами парламенту.
Друга за кількістю депутатів партія стає офіційною опозицією; вона має право на представництво в усіх парламентських комітетах та комісіях.
Максимальна тривалість Асамблеї — 5 років. Прем'єр-міністр сам призначає дату наступних виборів (здебільшого, через 3—4 роки після попередніх). У разі, якщо більшість депутатів не підтримає урядовий проект бюджету, уряд мусить обов'язково піти у відставку, а прем'єр-міністр зобов'язаний негайно оголосити нові вибори.
Див. також: Список прем'єр-міністрів Квебеку.

## Політичні партії
| Назва                        | Французькою             | Вимовляється            | Політична орієнтація                            |
| ---------------------------- | ----------------------- | ----------------------- | ----------------------------------------------- |
| Квебекська партія            | Parti québécois         | Парті́ кебекуа́           | Сувереністи (індепандантисти), соціал-демократи |
| Ліберальна партія Квебеку    | Parti libéral du Québec | Парті́ лібера́ль дю Кебе́к | Федералісти, центристи                          |
| Коаліція за майбутнє Квебеку | Coalition Avenir Québec | Коалісьо́н Авені́р Кебе́к  | Автономісти, правоцентристи                     |
| Солідарний Квебек            | Québec solidaire        | Кебе́к соліде́р           | Сувереністи (індепандантисти), ліві             |

## Історія

### Нова Франція
У 1534 році Жак Картьє досліджує береги річки Сен-Лоран й оголошує їх власністю короля Франції. Проте колонізація краю починається лише у 1608 році із заснуванням міста Квебек. Канада (сучасні Квебек та Онтаріо) стає частиною колонії Нова Франція (Nouvelle France), до складу якої входять також долина річки Міссісіпі (включаючи сучасні Луїзіану, Міссурі й Огайо), Акаді (Acadie, тепер — Нью-Брансвік та Нова Шотландія), Нова Земля (тепер — Ньюфаундленд), береги Великих Озер (у тому числі форт Детруа — теперішній Детройт) й острів Св. Жана (нині — Острів Принца Едварда). Але Франції не вдалося гідно колонізувати більшість цих володінь. Французькі поселенці мешкали лише біля Сен-Лорана (предки сучасних квебекців) та в Акаді (де потім сформувався ще один франкомовний народ — акадійці). Захоплена Англією у 1759 р. територія стала провінцією Квебек в 1763—1790 рр.

### Британське панування
У 1791—1841 роках Квебек називається Нижньою Канадою. Після поразки повстання Патріотів провінцію об'єднали із Верхньою Канадою в єдину провінцію Канади.

### Канадська Конфедерація
1867 року Квебек разом з трьома іншими провінціями (Онтаріо, Нью-Брансвік та Нова Шотландія) стає засновником теперішньої канадської держави — Канадської Конфедерації.
Упродовж англійського панування франко-канадці зазнавали сильної дискримінації: при рівній кваліфікації, франкомовний робітник отримував меншу заробітну платню, ніж англомовний; в армії та у більшості федеральних установ користувалися винятково англійською; свідки повідомляють, що у 1950-ті роки у престижних магазинах продавчиням заборонялося спілкуватися з клієнтами французькою.
Загалом же, переважна частина франко-квебекців жила значно бідніше від своїх англомовних земляків.
З кінця XVIII століття й до 60-х років XX століття квебекське суспільство фактично було теократичним. Католицька церква контролювала майже всі сфери громадського життя. Школи, лікарні, соціальні служби й навіть університети перебували під контролем духовенства.

### Тиха революція та рух за незалежність
У 1960-ті роки, після смерті консервативного прем'єр-міністра Моріса Дюплессі, відбувається так звана «Тиха революція» (фр. Révolution tranquille) — і за короткий період суспільство різко змінюється: населення залишає церкви, а молодь не хоче повторювати долю батьків, тобто жити бідно й бути громадянами другого сорту у власній країні. Уряд Жана Лесажа (Ліберальна партія Квебеку) розпочинає численні реформи: створено мережу недорогих коледжів та університетів, зроблено перші кроки для захисту французької мови й національних прав квебекців. Одночасно поширюються національні виступи квебекців.

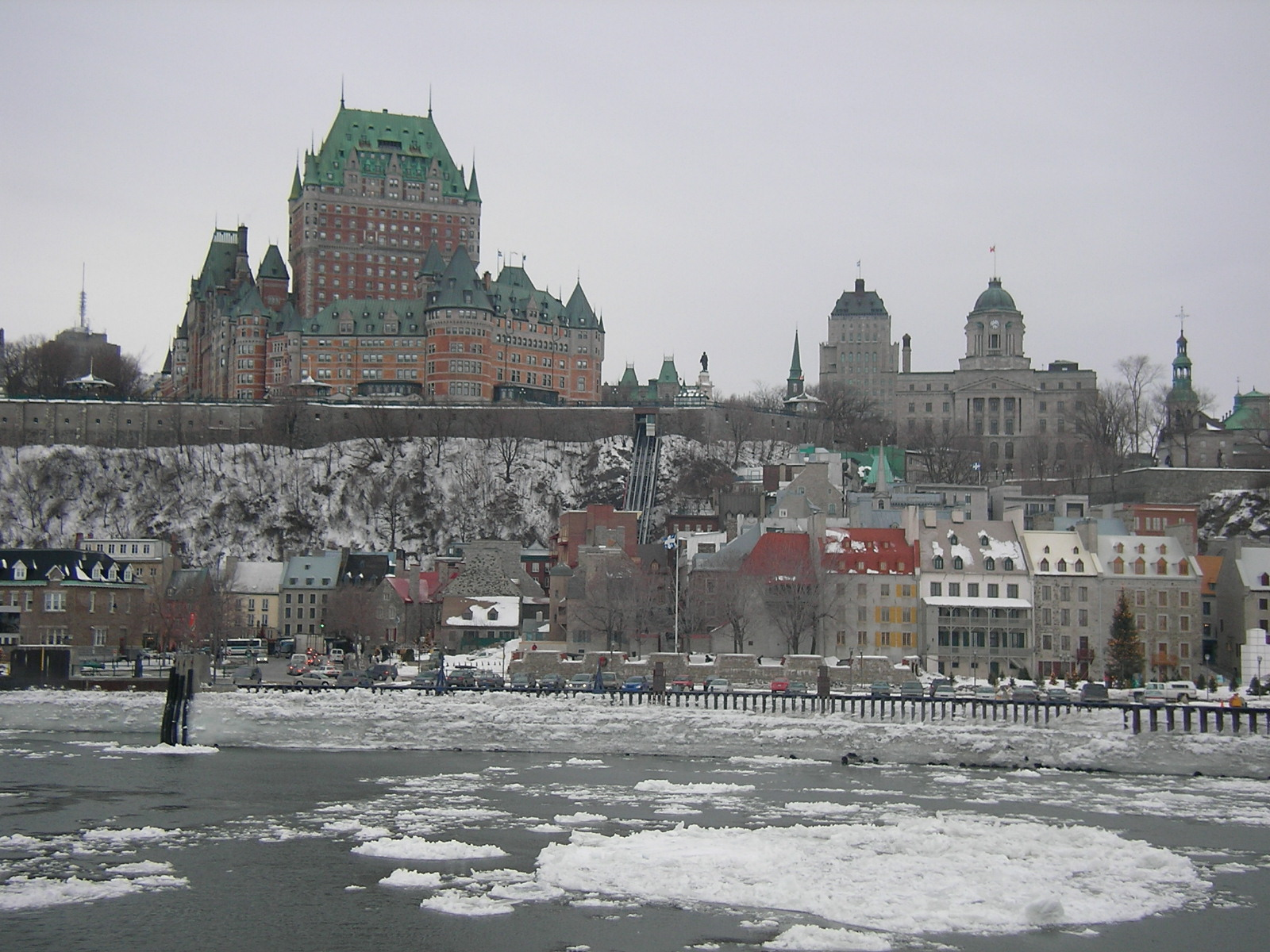
Місто Квебек, столиця провінції Квебек

На початку 1960-х з'являється терористична організація Фронт визволення Квебеку (фр. Front de Libération du Québec), мета якої — незалежність Квебеку й перетворення його на соціалістичну державу. 1970 року організація викрала британського дипломата й квебекського міністра праці Ляпорта, якого потім убили. У відповідь федеральний уряд увів до Квебеку війська (ці події увійшли до історії як «Жовтнева криза»). «Фронт», який ніколи й не набув серйозної популярності, перестав існувати, а останні його підпільники знайшли притулок на Кубі.
1968 року, під час візиту до Канади, французький президент Шарль де Голль звернувся до монреальців із закликом: «Хай живе вільний Квебек!». Англо-канадська громадськість часто перебільшує значення цього вигуку, вважаючи, що саме він спровокував появу руху за незалежність.[джерело?] Насправді ж, ідея незалежності Квебеку з'явилася значно раніше й на час візиту генерала вже мала численних прихильників.[джерело?]
1976 року на виборах перемогла сувереністська Квебекська партія (фр. Parti québécois) під керівництвом Рене Левека (фр. René Lévesque). 1980 року вона провела референдум щодо «суверенітету-асоціації», тобто встановлення системи, за якої Квебек стане рівноправним союзником англомовної Канади й зможе грати певну роль на міжнародній арені. Левек програв референдум: 40 % «за», 60 % «проти». 1985 року до влади прийшли ліберали й пом'якшили обмеження, накладені на англомовне населення. Право вето було поширене на всі провінції Канади.
Квебекська партія зазнала поразки від Ліберальної партії Квебеку на виборах 1985 року. Але 1994 сувереністи знову повернулися до влади. 1995 року відбувся новий референдум: цього разу — за незалежність. Під час референдуму за незалежність висловилося 49,4 % жителів провінції.
Більшість нових громадян Канади (учорашніх іммігрантів) проголосували проти незалежності. Численні квебекські інтелектуали вважають причиною такої тенденції незнання іммігрантами історії та культури Квебеку, а також — їх недостатнє знання французької мови. Тому після 1995 року уряд збільшив зусилля, спрямовані на інтеграцію іммігрантів.

### Сучасний період
2003 року Квебекська партія знов програла вибори. До влади прийшов уряд Жана Шаре (Ліберальна партія Квебеку). Під час виборчої кампанії Шаре обіцяв знизити податки. Для цього він намагався зменшити витрати уряду. На цьому шляху на нього чекали невдачі. Чи не кожний крок нового уряду викликав велелюдні демонстрації протесту. Зокрема, спроба зменшити розміри студентської стипендії призвела 2005 року до страйку в більшості університетах та коледжах Квебеку (після запеклих переговорів, Шаре був змушений відновити стипендії). Усе це, а також певна кількість помилок та прорахунків, викликала масове незадоволення лібералами.
Андре Буаклер, лідер Квебекської партії з 2005 року, обіцяв проведення нового референдуму, щойно «буде реальний шанс його виграти». Чимало мешканців провінції вважали, що у разі повернення Квебекської партії до влади, новий референдум найімовірніше відбудеться.
Наприкінці 2005 та у першій половині 2006 року здавалося, що перемога Квебекської партії — лише питання часу. Буаклер мав величезну популярність, а їхні головні конкуренти — квебекські ліберали — чи не найнижчий рейтинг за всю історію партії. Проте Буаклер зробив низку тактичних помилок, що поглибило внутрішні конфлікти в партії.
Як наслідок, на березневих виборах 2007 року ліберали дістали найбільшу кількість депутатів, що дало їм статус панівної партії й право формувати уряд. На другому місці опинилася колись майже маргінальна партія молодого політика Маріо Дюмона — Демократична дія Квебеку. Вона отримала статус офіційної опозиції. Квебекська партія опинилася на третьому місці, отримавши найгірший результат за всю свою історію.
Проте після відставки Андре Буаклера й обрання лідером партії Полін Маруа, рейтинг Квебекської партії піднімається догори.

## Результати парламентських виборів з 2007 року

### Результати парламентських виборів 26 березня 2007р.
- Ліберальна партія Квебеку отримала 33,08 % голосів і отримала 48 депутатів. Тим самим, зберегла статус керівної.
- Демократична дія Квебеку набрала 30,80 % голосів і отримала 41 депутатів.
- Квебекська партія набрала 28,32 % голосів і отримала 36 депутатів.

### Результати парламентських виборів 8 грудня 2008р.
- Ліберальна партія Квебеку — 66 депутатів і 42 % голосів: залишилася панівною партією й утворила мажоритарний уряд.
- Квебекська партія — 51 депутат і 35 % голосів: стала офіційною опозицією.
- Демократична дія Квебеку — 7 депутатів і 17 % голосів: шеф та засновник партії Маріо Дюмон подав у відставку.
- Солідарний Квебек — 1 депутат (перший в історії партії) і 4 % голосів.

Активність виборців виявилася рекордно низькою: 57,15 %.
На результати вплинуло розчарування виборців бездіяльністю Демократичної дії Квебеку в парламенті. Крім того, за умов світової економічної кризи ліберали здавалися найменш нестабільною й найдосвідченішою політичною силою.

### Результати парламентських виборів 4 вересня 2012р.
- Квебекська партія — 54 депутати; виграла вибори; формує міноритарний уряд.
- Ліберальна партія Квебеку — 50 депутатів; стає офіційною опозицією. Шефа партії Жана Шаре не було переобрано депутатом і він залишив політику.
- Коаліція за майбутнє Квебеку — 19 депутатів.
- Солідарний Квебек — 2 депутати.

### Результати парламентських виборів 7 квітня 2014р.
- Ліберальна партія Квебеку — 41,52 % голосів, 70 депутатських мандатів (автоматично стала керівною, утворила мажоритарний уряд).
- Квебекська партія — 25,38 % голосів, 30 депутатських мандатів (офіційна опозиція).
- Коаліція за майбутнє Квебеку — 23,05 % голосів, 22 депутатські мандати.
- Солідарний Квебек — 7,63 % голосів, 3 депутатські мандати.

Прем'єр-міністр Квебеку і лідер Квебекської партії Полін Маруа програла вибори у власному мажоритарному окрузі, унаслідок чого залишила політику.

## Економіка
Особливості: величезні водні ресурси (наприклад, затока Джеймса (Baie James)).
Виробництво: залізо, сталь, золото, цинк, зернові, картопля, папір, текстиль, риба, кленовий сироп (70 % світового виробництва) тощо.

## Українці в Канаді
Чисельність осіб українського походження в Квебеку за переписом 2006 р. становила 31 955 осіб, або 0,4 % населення Квебеку. Число ж носіїв української мови тут значно менше, лише 5125 чоловік або 0,07 % населення провінції (2001 р.).